# Chernígovski (Krasnodar)
Chernígovski (del ruso: Черни́говский) es un jútor del raión de Beloréchensk del krai de Krasnodar, en Rusia. Se sitúa junto al límite con Adiguesia, en la orilla derecha de un afluente del río Psenafa, tributario por la izquierda del Labá, afluente del río Kubán, 18 km al norte de Beloréchensk y 70 km al este de Krasnodar, la capital del krai. Tenía 2 habitantes (2011).
Pertenece al municipio Shkólnenskoye.